# Krister Gidlund
Björn Krister Gidlund, född 8 maj 1943 i Karlstads församling, Värmlands län, död 19 november 2010 i Hedemora-Garpenbergs församling i Dalarnas län, var en svensk bokförläggare och författare.
Krister Gidlund var son till bokförläggaren Alfons Gidlund och Ruth, ogift Mickels, samt yngre bror till Barbro Karabuda och morbror till Denize Karabuda och Alfons Karabuda. 
Efter studentexamen och akademiska studier blev han filosofie kandidat 1965. Han var redaktör för Bok o bild förlag 1964–1968 och från 1968 förlagschef för Gidlunds förlag.
Krister Gidlund var från 1969 till sin död gift med Gertrud Gidlund (1938–2011).